# Jiří Syrovátka
Jiří Syrovátka (* 5. května 1959 Praha) je všestranný umělec.

## Život
Věnuje se literatuře, filmu, fotografii a výtvarnému umění. Působil jako editor v magazínech Playboy CS Edition, Top Class a Motion. Pro Českou televizi připravil jako scenárista a režisér experimentální dokumentární eseje. Jeho knihy se vyznačují originální strukturou. Od roku 2009 se zabývá stylizovanou fotografií a experimentální malbou. Také píše scénáře pro celovečerní filmy. Pedagogická praxe: Fakulta sociálních věd UK, Vysoká škola kreativní komunikace.[zdroj?]

## Dílo

### Literární projekty
- Prasklá struna, novela mapující nezávislou hudební scénu 80. let, Mladá fronta, 1990, ISBN 80-204-0175-X
- Babylonská věž (sborník Nesnáším trapné příběhy), experimentální novela se spirituálním podtextem, Art-servis, 1990, ISBN 80-237-3960-3
- O Pankáčkovi, magický příběh je moderní odezvou na Malého prince, Pražská imaginace, 1991, ISBN 80-7110-027-7
- O Helmutovi a jeho stříkačce, minimalistické texty na hudební témata, Mladá fronta, 1991, ISBN 80-204-0249-7
- Nezapadá slunce nad Zapadákovem, groteska z malého středočeského města 80. let, rocková parafráze Rozmarného léta, Mladá fronta, 1992, ISBN 80-204-0299-3
- Výkřiky v Moři ticha, psychologický román odehrávající se 17. listopadu 1989, Hynek, 1997, ISBN 80-85906-68-6
- Průjezd, dynamická novela z uměleckého prostředí 90. let, Rodiče, 2004, ISBN 80-86695-56-5
- Hypochondr z periferie, černá groteska o pouti umělce ve středních letech, Brána, 2014, ISBN 978-80-7243-681-1

### Televizní projekty
- Oáza ticha, stylizovaný portrét meditativního hudebníka Petra Piňose, Česká televize, 1996
- Kdo je Ota Petřina, profil rockového veterána, Česká televize, 1998
- Praha Anima, hodinový esej s hranými prvky odhalující mystickou tvář Prahy, Česká televize, 2000

### Výtvarné projekty
- Kosmos 012, výstava pop-artových a jiných obrazů, Café Alternatif, Praha, 2012
- Triáda, výstava obrazů v rámci Nymburského výtvarného salonu, Nymburk, 2021
- Kresby pro knihu Jsem to já - a jsi to ty, Blahosz, Jonathan Livingston, 2022
- Organon, výstavní set v rámci Nymburského výtvarného salonu, Nymburk 2022

### Fotografické projekty
- Metal, výstava stylizovaných fotografií a fotografických obrazů, Palác Akropolis, Praha, 2013
- Sochy a těla, výstava fotografických obrazů, Galerie CoCo, Dobrš, 2015
- Mistři - nové pohledy, elektronické koláže mistrů výtvarného a literárního světa, 2020